# Corallium elatius
Corallium elatius is een zachte koraalsoort uit de familie Coralliidae. De koraalsoort komt uit het geslacht Corallium. Corallium elatius werd in 1882 voor het eerst wetenschappelijk beschreven door Ridley. 